# Mikołaj Kościałkowski
Mikołaj Kościałkowski z Indrana herbu Syrokomla – marszałek wiłkomierski w latach 1773–1780, sędzia ziemski wiłkomierski w latach 1765–1773, podstoli wiłkomierski w latach 1740–1765.
Poseł powiatu wiłkomierskiego na sejm 1740 roku.